# Timo Bichler

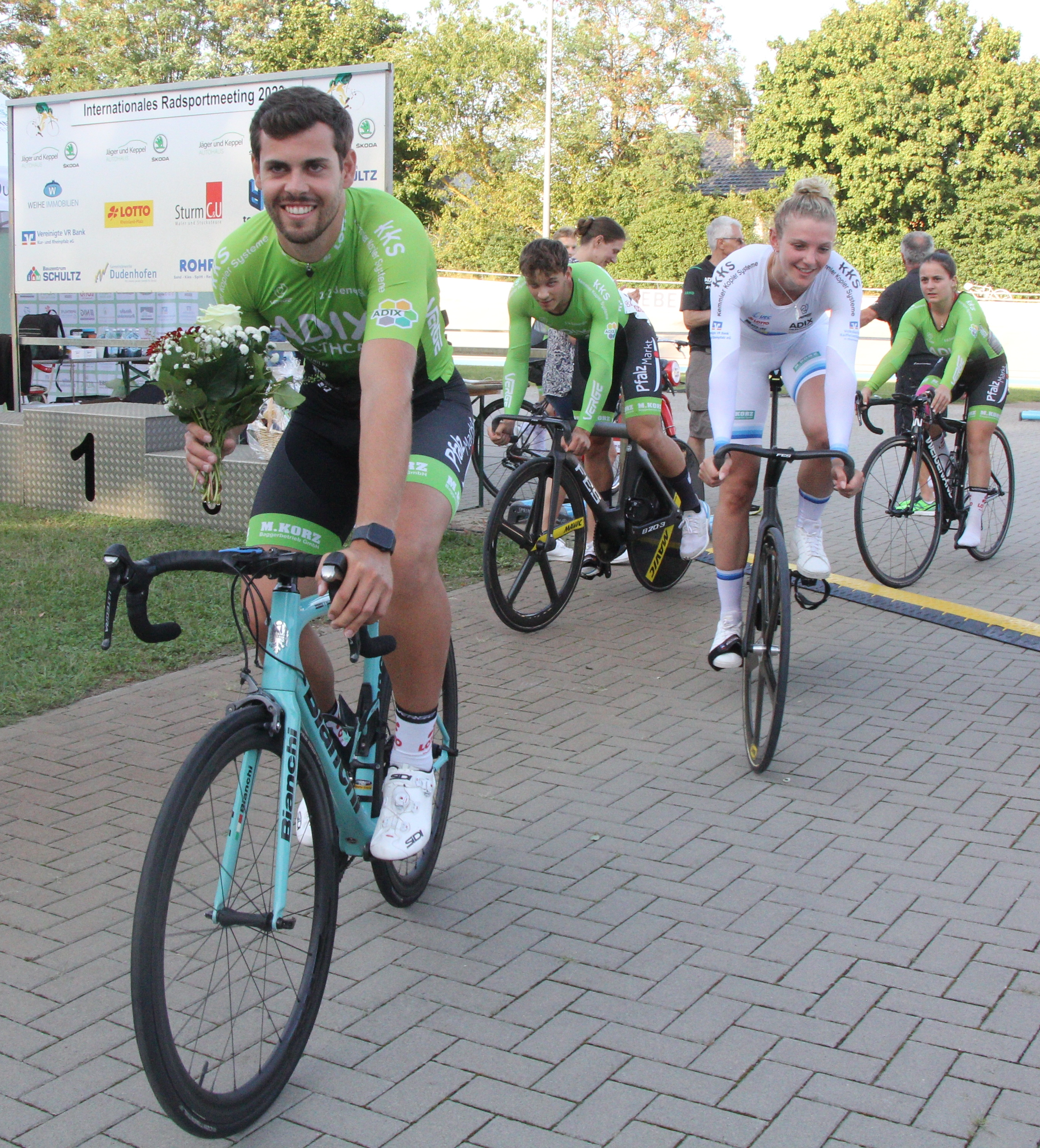
Bichler bei seiner Verabschiedung im August 2023 in Dudenhofen

Timo Bichler (* 22. März 1999 in Burghausen) ist ein ehemaliger deutscher Radsportler.

## Sportliche Laufbahn
Timo Bichler wuchs im niederbayerischen Simbach am Inn auf, er begann im Alter von acht Jahren mit Mountainbikerennen und war mit 14 Jahren Mitglied im Nationalkader. Mit 15 wechselte er in den Kurzzeitbereich im Bahnradsport. Schon bei seinem ersten Rennen in Frankfurt an der Oder überzeugte er durch die hervorragende Zeit von 35,1 Sekunden über 500 Meter. Durch dieses Rennen wurde sein späterer Trainer, Frank Ziegler, aufmerksam, der ihn in das Bahnrad-Team des Heinrich-Heine-Gymnasiums in Kaiserslautern holte. 2015 stellte er bei den deutschen Meisterschaften mit 32,872 Sekunden einen neuen deutschen Junioren-Rekord über 500 Meter auf.
2016 errang Bichler bei den Junioren-Europameisterschaften Silber im Keirin. Im Jahr darauf errang er gemeinsam mit Carl Hinze und Elias Edbauer im Teamsprint zwei internationale Erfolge: Silber bei den Junioren-Weltmeisterschaften mit dem neuen deutschen Rekord von 45,406 Sekunden sowie Bronze bei den Junioren-Europameisterschaften in der neuerlichen Rekordzeit von 44,995 Sekunden. Bei den deutschen Bahnmeisterschaften wurde er gemeinsam mit Sascha Deringer und Elias Edbauer deutscher Junioren-Meister im Teamsprint.
2018 wurde Timo Bichler für den fünften Lauf des Bahnrad-Weltcups in Minsk nominiert. Er wurde für die Europameisterschaften 2018 in Glasgow nominiert und trat dort gemeinsam mit Stefan Bötticher und Joachim Eilers im Teamsprint an. Das Trio sicherte sich dort den Bronzemedaille. Im September 2020 verletzte sich Bichler bei einem Sturz während eines Rennens auf der Radrennbahn in Rostock schwer. Er erlitt ein Schädel-Hirn-Trauma, brach sich einen Daumen und erlitt zahlreiche Schürfwunden.
2021 wurde Bichler für die Teilnahme an den Olympischen Spielen in Tokio nominiert, wo er im Teamsprint startete. Die deutsche Mannschaft mit Bichler, Stefan Bötticher und Maximilian Levy belegte Rang fünf. 2023 trat er vom aktiven Leistungsradsport zurück. Er wurde auf der Radrennbahn Dudenhofen von seinen Vereinskameraden verabschiedet.

## Ehrungen
2014 Sportehrennadel der Stadt Passau in Bronze.
2015 Sportehrennadel der Stadt Passau in Silber. 2015 wurde Timo Bichler mit dem Sportehrenzeichen der Stadt Simbach und 2016 in Kaiserslautern als „Eliteschüler des Sports“ ausgezeichnet.

## Berufliches
Timo Bichler besuchte das Sportinternat des Heinrich-Heine-Gymnasiums in Kaiserslautern und legte 2019 sein Abitur ab. 
Seit 2020 ist Timo Bichler Bundespolizist und Mitglied der Sportfördergruppe der Bundespolizei.

## Erfolge
2016
- Junioren-Europameisterschaft – Keirin

2017
- Junioren-Weltmeisterschaft – Teamsprint (mit Elias Edbauer und Carl Hinze)
- Junioren-Europameisterschaft – Teamsprint (mit Elias Edbauer und Carl Hinze)
- Deutscher Junioren-Meister – Teamsprint (mit Sascha Deringer und Elias Edbauer)

2018
- Europameisterschaft – Teamsprint (mit Stefan Bötticher und Joachim Eilers)